# Colección de Códices Originales Mexicanos
Die Colección de Códices Originales Mexicanos („Sammlung originaler mexikanischer Codices“) ist eine Codex-Sammlung der Biblioteca Nacional de Antropología e Historia im Nationalmuseum für Anthropologie in Mexiko-Stadt. Sie umfasst einen Codex aus vorkolonialer Zeit (Codex Colombino), 92 originale Codices und Codex-Fragmente aus der Kolonialzeit sowie 68 historische Faksimiles. Die meisten dieser Bilderhandschriften entstanden im 16. Jahrhundert. 1997 wurde die Sammlung von der UNESCO in das Weltdokumentenerbe aufgenommen.

## Geschichte der Sammlung
Den Grundstock des Bestandes, der sich heute in der Biblioteca Nacional de Antropología e Historia befindet, bildet die Sammlung, die Lorenzo Boturini zwischen 1736 und 1743 zusammentrug. Er konnte frühere Buchbestände von Alva Ixtlilxochtli und Sigüenza y Góngora in seine Sammlung integrieren.
Seit dem Ende des 19. Jahrhunderts wurde Boturinis Sammlung, die sich im Museo Nacional de Arqueología, Historia y Etnografía befand, durch weitere Erwerbungen vergrößert. Die bedeutendste Erwerbung war der Colombino-Codex (1891), das einzige Original eines prä-spanischen Codex in Mexiko. Die jüngste bedeutende Schenkung ist der Codex de la Cruz-Badiano.

## Inhalte
Nicht alle Codices haben ein klares Oberthema. So ist der Dehesa-Codex ein Kompendium historischer, genealogischer, religiös-ritueller und kalendarischer Texte.
Der älteste Codex, der Colombino-Codex aus vorspanischer Zeit, enthält genealogische Informationen über aristokratische Dynastien. Auch in der Kolonialzeit entstanden genealogische Texte, um Erbansprüche in Rechtsstreitigkeiten durchsetzen zu können. Eine andere Gruppe von Texten sind rituell-kalendarischer Natur. Karten und Pläne können ebenfalls historische und genealogische Informationen bieten. Steuerlisten enthalten Informationen über das Wirtschaftsleben vor und während der Kolonialzeit. Jacobo de Testera wird als Urheber mehrerer christlicher Bücher angesehen, in denen die traditionelle Bildsprache für die Katechese genutzt wurde. Der botanisch-medizinische Codex de la Cruz-Badiano wurde auf Veranlassung der Kolonialherren geschrieben, die an dem entsprechenden Wissen der indigenen Bevölkerung interessiert waren.

## Im Original erhaltene Codices
Die folgende Liste übernimmt die Angaben zu den einzelnen Codices von den Angaben bei der Nominierung zum UNESCO-Weltdokumentenerbe:
| Bild | Name                                                           | Entstehungszeit                         | Beschreibung               |
| ---- | -------------------------------------------------------------- | --------------------------------------- | -------------------------- |
|      | Huamantla-Codex                                                | 16. Jahrhundert                         | 6 Fragmente                |
|      | Plan eines Teils von Mexiko-Stadt                              | 16. Jahrhundert                         | 238 × 168 cm               |
|      | Baranda-Codex                                                  | 17. Jahrhundert                         | 37 × 228 cm                |
|      | La Cueva-Codex                                                 | 16. Jahrhundert                         | 77,5 × 160 cm              |
|      | Annalen von Tula                                               | 16. Jahrhundert                         | 17 × 487 cm                |
|      | Codex der Ausgaben                                             | 16. Jahrhundert                         | 104 × 32 cm                |
|      | Plan von Sigüenza                                              | 16. Jahrhundert                         | 54,5 × 77,5 cm             |
|      | Plan von Coatlinchan                                           | 16. Jahrhundert                         | 44,5 × 41,5 cm             |
|      | Cuetlaxcohuapan-Codex                                          | um 1530                                 | 50.7 × 35,8 cm             |
|      | Sevina-Tuch                                                    | 16. Jahrhundert                         | 125 × 97,5 cm              |
|      | Plan von Coateptl                                              | 16. Jahrhundert                         | 56 × 42 cm                 |
|      | Mauricio de la Arena-Codex                                     | 16. Jahrhundert                         | 6 Fragmente                |
|      | Chavero-Codex                                                  | um 1579                                 | 6 Fragmente                |
|      | Moctezuma-Codex                                                | 16. Jahrhundert                         | 250 × 20 cm                |
|      | Genealogie einer Familie aus Tepeticpac                        | 16. Jahrhundert                         | 119,5 × 58,8 cm            |
|      | Quiotepec- und Cuicatlán-Codex                                 | 16. Jahrhundert                         | 61 × 102 cm                |
|      | Colombino-Codex                                                | Vor der spanischen Eroberung entstanden | 24 Seiten, 18,5 × 606,5 cm |
|      | Plan von Cuauahtinchan                                         | 16. Jahrhundert                         | mehrere Teile              |
|      | Contlanzinco-Gemälde                                           | 18. Jahrhundert                         | 74 × 53,5 cm               |
|      | Santo Tomás Xochtlan-Gemälde                                   | 18. Jahrhundert                         | 67 × 41 cm                 |
|      | Mixtekischer Codex aus der Zeit nach Cortes                    | 16. Jahrhundert                         | 85 × 87 cm                 |
|      | Boturini-Codex                                                 | um 1540                                 | 9,8 × 549 cm               |
|      | Tlatelolco-Codex                                               | um 1565                                 | 40 × 325 cm                |
|      | Nahuatzen-Tuch                                                 | 16. Jahrhundert                         | 72 × 102 cm                |
|      | Zolin-Genealogie                                               | 16. Jahrhundert                         | 44 × 35 cm                 |
|      | García Granados-Codex                                          | 17. Jahrhundert                         | 49.5 × 674 cm              |
|      | Porfirio Díaz-Codex                                            | 17. Jahrhundert                         | 21 Seiten, 15,5 × 421 cm   |
|      | Dehesa-Codex                                                   | 17. Jahrhundert                         | 23 Seiten, 17,5 × 498 cm   |
|      | Steuerregister                                                 | 16. Jahrhundert                         | 16 Seiten, 42 × 29 cm      |
|      | Gebetbuch                                                      | 16. Jahrhundert                         | 11 Seiten, 15,6 × 11 cm    |
|      | Cholula-Codex                                                  | um 1586                                 | 112 × 166 cm               |
|      | Santa Cruz Tlamapa-Steuercodex                                 | 1577                                    | 8 Blätter, 383,5 × 31 cm   |
|      | Tequitlato de Zapotitlán-Codex                                 | um 1561                                 | 25,6 × 85 cm               |
|      | Unvollständiger topographischer Codex                          | 16. Jahrhundert                         | 102 × 112 cm               |
|      | Metztepetl-Genealogie                                          | 16. Jahrhundert?                        | 88 × 68 cm                 |
|      | Zacatepec-Tuch                                                 | 16. Jahrhundert                         | 325 × 225 cm               |
|      | Codex der Herren von San Lorenzo Axotlán und San Luis Huexotla | um 1672                                 | 29 × 111,5 cm              |
|      | San Antonio Techialoyan-Codex                                  | 17. Jahrhundert                         | 26 × 21 cm                 |
|      | Tizimin-Buch von Chilam Balam                                  | 18. Jahrhundert                         | 21,5 × 14,6 cm             |
|      | Ixil-Buch von Chilam Balam                                     | 18. Jahrhundert                         | 44 Seiten, 21,5 × 14,6 cm  |
|      | Muro-Codex                                                     | 17. Jahrhundert                         | 14,8 × 223 cm              |
|      | San Juan Teotihuacan-Codex                                     | um 1557                                 | 139 × 75 cm                |
|      | Tlaxcala-Codex                                                 | 16. Jahrhundert                         | 97,5 × 83 cm               |
|      | Steuer-Fragment                                                | um 1570                                 | 38 × 18,9 cm               |
|      | Xalapa-Codex                                                   | 1540                                    | 81,5 × 45,5 cm             |
|      | Plan eines Waldgebietes                                        | 16. Jahrhundert                         | 7,5 × 4,5 cm               |
|      | Plan von Otumba                                                | 17. Jahrhundert                         | 106 × 61,5 cm              |
|      | Plan von Tepecuacuilco                                         | 16. Jahrhundert                         | 113 × 102 cm               |
|      | Caltecpaneca-Fragment                                          | 16. Jahrhundert                         | 18 × 55 cm                 |
|      | Pitzahua-Genealogie                                            | 16. Jahrhundert                         | 26 × 31 cm                 |
|      | Nopalxochitl-Genealogie                                        | 16. Jahrhundert                         | 22 × 31 cm                 |
|      | Genealogien von Nexmoyotla, Ateno, Zoyatitlan und Heuytetla    | 17. Jahrhundert                         | 31,5 × 86,5 cm             |
|      | Genealogien von Tetlamaca und Tlametzin                        | 16. Jahrhundert                         | 111 × 60 cm                |
|      | Genealogien von Cotitzin und Zozahuic                          | 16. Jahrhundert                         | 32,5 × 17 cm               |
|      | Genealogien der Herren von Etla                                | 17. Jahrhundert                         | 6 Blätter                  |
|      | Teotenantzin-Codex                                             | 18. Jahrhundert                         | 44 × 117 cm                |
|      | Codex der Besitztümer von Don Andrés                           | 16. Jahrhundert                         | 15,7 × 86,6 cm             |
|      | Plan von Santa María Nativitas Tultepeque                      | um 1578                                 | 72 × 64 cm                 |
|      | San Cristóbal Coyotepec-Codex                                  | 17. Jahrhundert                         | 74 × 96 cm                 |
|      | Plan auf Amatl-Papier                                          | 16. Jahrhundert                         | 40,5 × 34 cm               |
|      | Plan von Lachiyoo                                              | 18. Jahrhundert                         | 107 × 85 cm                |
|      | San Juan Nayotla-Tuch                                          | 1590                                    | 194 × 236 cm               |
|      | Wappen von Kastilien                                           | 16. Jahrhundert                         | 41 × 34 cm                 |
|      | Ixtapalapa-Codex                                               | 17. Jahrhundert                         | 58 × 37 cm                 |
|      | Azoyú-Codex                                                    | 16. Jahrhundert                         | zwei Teile                 |
|      | Tlapa-Tuch                                                     | 17. Jahrhundert                         | 285 × 76 cm                |
|      | Chinantla-Tuch                                                 | 17. Jahrhundert?                        | 110 × 130 cm               |
|      | Coixtlahuaca-Tuch                                              | 16. Jahrhundert                         | 425 × 300 cm               |
|      | Tuch von Tecciztlan und Tequatepec                             | 16. Jahrhundert                         | 280 × 170 cm               |
|      | Urkunden von Tocuaro                                           | 17. Jahrhundert                         | 12 Seiten                  |
|      | Mizquiahuala-Steuercodex                                       | um 1570                                 | 2 Fragmente                |
|      | Porrua Turanzas-Codex                                          | 16. Jahrhundert                         | 9 Fragmente                |
|      | Yatini-Tuch                                                    | 18. Jahrhundert                         | 160 ×117 cm                |
|      | Valeriano-Codex                                                | 1574                                    | 22 × 31,8 cm               |
|      | San Lucas Yataú-Tuch                                           | 17. Jahrhundert                         | 105 × 86 cm                |
|      | Ansicht des Chiapa-Flusses                                     | 18. Jahrhundert                         | 37 × 142 cm                |
|      | Cristo de Mexicaltzinco-Codices                                | 17. Jahrhundert                         | 7 Fragmente                |
|      | Cuauhtli-Genealogie                                            | 16. Jahrhundert                         | 21,4 × 30,2 cm             |
|      | Analco-Tuch                                                    | 16. Jahrhundert                         | 173 × 262 cm               |
|      | Plan von Cuauhtlantzinco                                       | 17. Jahrhundert                         | 9 Blätter                  |
|      | Gómez de Orozco-Codex (Katechismus)                            | 16. Jahrhundert                         | 6 Seiten                   |
|      | San Juan Huautla-Gemälde                                       | 17. Jahrhundert                         | 107 × 105 cm               |
|      | Chan Kan-Buch von Chilam Balam                                 | 19. Jahrhundert                         | 128 Blätter                |
|      | Pérez-Codex                                                    | um 1837                                 | 239 Blätter                |
|      | Codex de la Cruz-Badiano                                       | 16. Jahrhundert                         |                            |